# Mely Kiyak

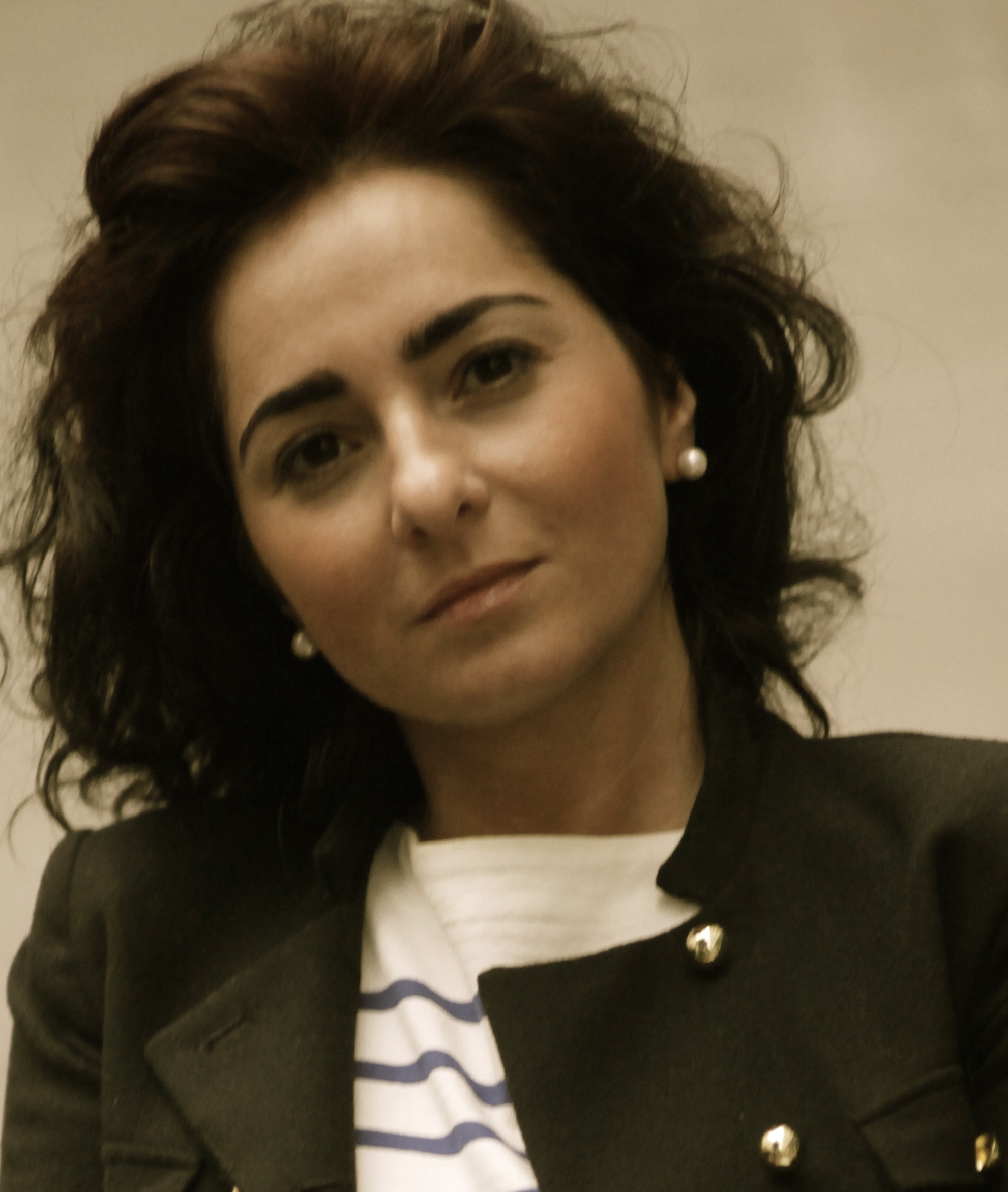
Mely Kiyak (2012)

Mely Kiyak (* 1976 in Sulingen) ist eine deutsche Schriftstellerin, Journalistin und Kolumnistin.

## Werdegang
Kiyak ist Tochter aus der Türkei stammender kurdischen Einwanderer. Nach ihrem Studium am Deutschen Literaturinstitut Leipzig begann sie, als Journalistin für den Mitteldeutschen Rundfunk und die Leipziger Volkszeitung zu arbeiten; 1998 wurde sie deutsche Staatsbürgerin.
Ihr Diplom erlangte sie in den Fächern Prosa und Neue Medien/Dramatik; für ihre Abschlussarbeit drehte sie einen Film, in dem sie gebürtige Deutsche über ihre Lebenswege reflektieren lässt.
Seit 2005 ist Kiyak in Berlin als Autorin und freie Journalistin tätig: Ihre Texte erschienen unter anderem in der Zeit, Welt und taz. Von 2008 bis 2013 erschien von Kiyak in der Frankfurter Rundschau, später auch parallel in der Berliner Zeitung eine politische Kolumne. Seit Ende 2013 schreibt sie auf der Website des Berliner Maxim-Gorki-Theaters eine regelmäßige Kolumne, seit 2014 auch auf Zeit online. Im Zentrum ihrer Artikel, Kommentare, Berichte, Rezensionen, Feuilletons, Fernseh- und Diskussionsbeiträge (z. B. auch innerhalb des ARD-Presseclubs) stehen Migrations- und Integrationspolitik sowie Kultur.

„Von den Immigranten zu verlangen, sich mit Haut und Haar einem diffusen Deutschsein auszuliefern, von dem die Deutschen selbst nicht wissen, was das sein könnte, ist vermessen.“

Für die Körber-Stiftung arbeitete Kiyak als Co-Autorin mit an dem Buch „über bikulturelles Leben in Deutschland“ Zweiheimisch und veröffentlichte 2007 das Buch 10 für Deutschland.
Sie verbringt regelmäßig einige Tage in der Benediktinerinnenabtei zur Heiligen Maria in Fulda, wo sie eine Ausbildung zur Gärtnerin absolvierte, und gibt dort mit Schwester Christa die Zeitschrift Winke für den Biogärtner heraus – in ihrem Buch Dieser Garten (2024) erzählt Kiyak von den Erlebnissen und dem Durchsetzungsvermögen der Nonnen dort; die Geschichten beginnen im Zweiten Weltkrieg, als die Nonnen mit Erfindungsreichtum ihr Kloster durch schwierige Zeiten führen und es zu einem erfolgreichen Zentrum für ökologischen Landbau machen. Trotz der Herausforderungen wie der harten körperlichen Arbeit und dem Kampf um den Verkauf ihrer Produkte verlören die Nonnen nie ihren Optimismus. Schwester Laurentia z. B. spiele eine zentrale Rolle bei der Entwicklung des erfolgreichen Humofix-Pulvers, obwohl sie nie praktisch im Garten arbeitete, sondern lediglich Anweisungen gebe. Die persönliche Beziehung der Autorin zu den Nonnen und dem Kloster, die aus einem ursprünglich kurzen Praktikum entstand, zeige die tiefe Verbundenheit und den respektvollen Umgang miteinander unabhängig von kulturellen Unterschieden.
Seit 2024 veranstaltet Mely Kiyak am Berliner Maxim-Gorki-Theater regelmäßig den Salon Mely Kiyak hat Kunst, in den sie „ihre Künstlerfreundinnen- und freunde [...] oder solche, die sie verehrt“ zum Gespräch einlädt.

## Sarrazin-Kontroverse
Im Mai 2012 bezeichnete Kiyak in ihrer Kolumne für die Berliner Zeitung sowie die Frankfurter Rundschau Thilo Sarrazin, dessen rechte Gesichtshälfte infolge der Operation eines Tumors teilweise gelähmt ist, nach einem Fernsehauftritt als „lispelnde, stotternde, zuckende Menschenkarikatur“. Hierfür wurde sie in der Welt und der Bild kritisiert.  Eine Woche nach Erscheinen des Beitrags legte Kiyak ihre Intention dar, auf die „nicht körperlich bedingten Unvollkommenheiten in seinem Auftritt hinzuweisen […]. Wenn ich den physiologischen Hintergrund gekannt hätte, hätte ich das Bild nicht gewählt. Ich bedauere das sehr!“ Nach anhaltender Kritik sprachen die Chefredaktionen der abdruckenden Zeitungen von einer „perfiden Hetzkampagne“ gegen die Autorin, welche insbesondere über das Blog Politically Incorrect forciert werde. Kiyak dokumentierte die Art und Zielrichtung dieser Angriffe in einem kritischen Artikel über das Blog in der Berliner Zeitung. Auch die Journalisten-Vereinigung Neue Deutsche Medienmacher und die taz nahmen Kiyak in Schutz. Der Freitag kommentierte, dass Kiyak „den Shitstorm, den sie gegen [… Sarrazin] in Gang setzen wollte“, am Ende auch selbst zu spüren bekommen habe.
Der Deutsche Presserat sah den „Verstoß gegen die publizistischen Grundsätze als so schwerwiegend“ an, dass er eine Missbilligung gegenüber der Berliner Zeitung aussprach. Sarrazin sei „in seiner Menschenwürde verletzt“ worden. Wegen der Entschuldigung Kiyaks wurde jedoch keine Rüge ausgesprochen.

## „Hate Poetry“
Seit 2012 trat Kiyak zusammen mit den Journalisten Deniz Yücel, Yassin Musharbash, Özlem Topçu, Özlem Gezer, Hasnain Kazim, Doris Akrap und Ebru Taşdemir im Rahmen der „antirassistischen Leseshow“ Hate Poetry auf, bei denen sie im Stile eines Poetry Slams „zornerfüllte Leserbriefe“ vorlasen.

## Veröffentlichungen
Bücher
- 2007: 10 für Deutschland. Gespräche mit türkeistämmigen Abgeordneten. Edition Körber-Stiftung Hamburg, ISBN 978-3-89684-068-4
- 2011: Ein Garten liegt verschwiegen.  Hoffmann und Campe Hamburg, ISBN 978-3-455-40349-7
- 2013: Istanbul Notizen. Shelff Verlagsbureau Berlin, ISBN 978-3-936738-90-2
  - Herr Kiyak dachte, jetzt fängt der schöne Teil des Lebens an. S. Fischer Frankfurt am Main, ISBN 978-3-10-038212-2
  - Briefe an die Nation und andere Ungereimtheiten. Wie vor, ISBN 978-3-596-19619-7
- 2018: Haltung. Ein Essay gegen das Lautsein. Duden Berlin, ISBN 978-3-411-71765-1
- 2020: Frausein. Carl Hanser München, ISBN 978-3-446-26746-6
- 2022: Werden sie uns mit Flix-Bus deportieren?. Wie vor, ISBN 978-3-446-27275-0 (Sammlung von Kiyaks Theater Kolumne für das Maxim-Gorki-Theater)[24]
- 2024: Herr Kiyak dachte, jetzt fängt der schöne Teil des Lebens an Carl Hanser Verlag München, ISBN 978-3-446-27946-9
  - Dieser Garten. Die unglaublich fabelhaften Nonnen aus Fulda und ihre genialen Erfindungen. Mikrotext-Verlag Berlin, ISBN 978-3-948-63146-8

Beiträge in Anthologien
- 2011: Warum sich in der Kulturszene nicht bemerkbar macht, was sonst noch los ist. In: Susanne Stemmler (Hrsg.): Multikultur 2.0 – Willkommen im Einwanderungsland Deutschland. Wallstein Verlag Göttingen,  ISBN 978-3-8353-0840-4
  - Zwei Briefe. In: Hilal Sezgin (Hrsg.): Manifest der Vielen – Deutschland erfindet sich neu. Blumenbar Berlin, ISBN 978-3-936738-74-2
- 2012: Elefantenrunde. In: Nicol Ljubić (Hrsg.): Schluss mit der Deutschenfeindlichkeit! Geschichten aus der Heimat.  Hoffmann und Campe Hamburg, ISBN 978-3-455-50246-6

## Auszeichnungen
- 2006: Stipendium des Senats für Wissenschaft, Forschung und Kultur für Berliner Schriftsteller.[1]
- 2011: Theodor-Wolff-Preis, Kategorie „Kommentar/Glosse/Essay“[25][26]
- 2014: Journalist des Jahres – Kategorie „Sonderpreis“ (für Hate Poetry, Gruppenpreis mit den weiteren Mitgründern)[27]
- 2015: Stipendium des Berliner Senats
- 2021: Kurt-Tucholsky-Preis für literarische Publizistik für ihr Werk Frausein und ihre Tätigkeit als Kolumnistin und Essayistin[28]
  - Christine-Literaturpreis der BücherFrauen für Frausein[29][30]
- 2025: Heinrich-Mann-Preis der Berliner Akademie der Künste,[31] Laudatio von Jan Böhmermann[32][33]